# Oliver Klemet
Oliver Klemet (18 marzo 2002) è un nuotatore tedesco specializzato nel nuoto di fondo, vincitore di un due medaglie d'oro mondiali.

## Palmarès
- Giochi olimpici

Parigi 2024: argento nei 10 km.
- Mondiali

Budapest 2022: oro nella 6 km a squadre.
Fukuoka 2023: bronzo nei 10 km.
Singapore 2025: oro nella 6 km a squadre.